# Lynn Jennings
Lynn Jennings, född den 10 juli 1960 i Princeton, är en amerikansk före detta friidrottare som tävlade i medel- och långdistanslöpning.
Jennings främsta meriter kom i terränglöpning där hon vann tre raka guld mellan åren 1990 och 1992. Vid banlopp blev hon bronsmedaljör vid Olympiska sommarspelen 1992 på 10 000 meter.
Hon vann två medaljer (silver och brons) vid inomhus-VM på 3 000 meter. Vidare var hon i fyra VM-finaler på 10 000 meter och slutade som bäst femma vilket hon blev både vid VM 1991 och vid VM 1993.

## Personliga rekord
- 10 000 meter - 31.19,89 från 1992